# IC 406
IC 406 је група звијезда у сазвјежђу Кочијаш која се налази на листи објеката дубоког неба у Индекс каталогу.
Деклинација објекта је + 39° 53' 8" а ректасцензија 5h 17m 48,8s.